# Alte Methodistische Kirche (Dumfries)

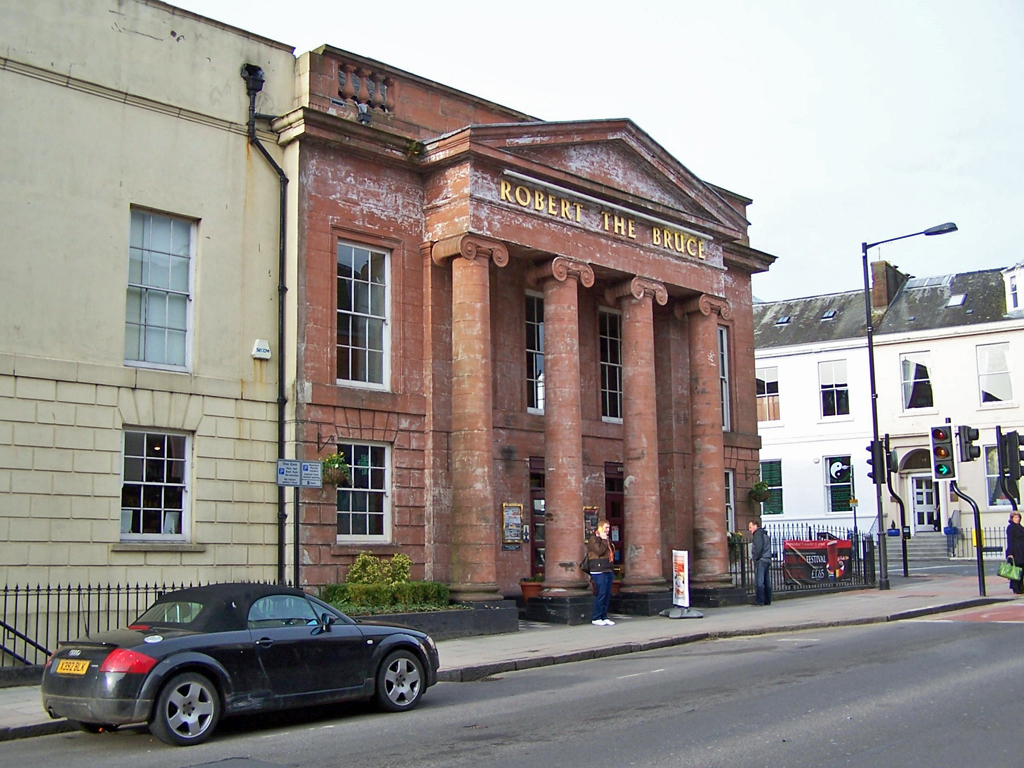
Alte Methodistische Kirche

Die Alte Methodistische Kirche ist ein ehemals als Kirche genutztes Gebäude in der schottischen Stadt Dumfries in der Council Area Dumfries and Galloway. 1979 wurde das Bauwerk in die schottischen Denkmallisten in der höchsten Denkmalkategorie A aufgenommen. Des Weiteren bildet es zusammen mit verschiedenen umliegenden Gebäuden ein Denkmalensemble der Kategorie A.

## Geschichte
Das Gebäude wurde 1817 als episkopale Kirche erbaut. Für den Entwurf zeichnet der Londoner Architekt Thomas Frederick Hunt verantwortlich. James Thomson gestaltete hingegen vermutlich 1848 den Innenraum. Später nutzte es eine methodistische Gemeinde. Das Gebäude wurde profaniert und ist seit 2000 als öffentliches Gebäude genutzt.

## Beschreibung
Das Gebäude steht an der Kreuzung zwischen Buccleuch Street (A780) und Castle Street im Zentrum von Dumfries. Das Schichtenmauerwerk ist im Erdgeschoss rustiziert. Vier ionische Säulen tragen Fries und Dreiecksgiebel des Portikus entlang der Buccleuch Street. Die Fassade entlang der Castle Street ist drei Achsen weit. Mittig tritt die polygonale Apsis hervor. Sie ist mit drei schmalen, langgezogenen Rundbogenfenstern und kolossalen Pilastern gestaltet. Zwillingsfenster flankieren die Apsis. Im Obergeschoss schließen sie mit Rundbögen und Bekrönung. Entlang der Fassaden läuft ein Kranzgesims. Darüber läuft eine Brüstung um, die auf der Höhe von Fenstern als Balustrade gearbeitet ist.